# Geoffry Allan Percival Scoones
Sir Geoffry Allan Percival Scoones, britanski general, * 1893, † 1975.